# COVID-19-Pandemie in Antigua und Barbuda
Die COVID-19-Pandemie in Antigua und Barbuda tritt als regionales Teilgeschehen des weltweiten Ausbruchs der Atemwegserkrankung COVID-19 auf und beruht auf Infektionen mit dem Ende 2019 neu aufgetretenen Virus SARS-CoV-2 aus der Familie der Coronaviren. Die COVID-19-Pandemie breitet sich seit Dezember 2019 von China ausgehend aus. Ab dem 11. März 2020 stufte die Weltgesundheitsorganisation (WHO) das Ausbruchsgeschehen des neuartigen Coronavirus als Pandemie ein.

## Verlauf und Maßnahmen
Am 13. März 2020 wurde der ersten COVID-19-Fall in Antigua und Barbuda vom Premierminister Gaston Browne bestätigt, der am 14. März 2020 erstmals im WHO-Situationsbericht auftauchte. Browne sagte, die Person habe bereits am 11. März begonnen, Symptome zu zeigen und besuchte daraufhin ein privates Krankenhaus, in dem medizinische Mitarbeiter Proben nahmen, die zum Testen an das Labor der karibischen Gesundheitsbehörde in Trinidad geschickt wurden. Browne versicherte, dass in der Folge kein Stein auf dem anderen bleiben werde und ergänzte, dass Gesundheitsbeamte jeden aufspüren werden, den die infizierte Person möglicherweise getroffen habe.
Der Premierminister gab Mitte März ebenfalls bekannt, dass eine zentrale Quarantäneeinrichtung und eine Teststation geplant seien. Die Bürger wurden aufgefordert, alle nötigen Vorsichtsmaßnahmen wie Händewaschen einzuhalten, keine unnötigen Kontakte zu pflegen und große Gruppenansammlungen zu vermeiden.
Vom 28. März bis zum 6. April 2020 wurden keine neuen Infektionen bekannt und die Zahl der Infizierten verblieb bei sieben Personen, bevor sich die Fallzahlen innerhalb der nächsten zehn Tage bis Mitte April 2020 auf über 20 Infektionen verdreifachten.
Bis zum 17. Mai 2020 wurden von der WHO 25 SARS-CoV-2-Infektionen und 3 Todesfälle in Antigua und Barbuda bestätigt.

## Statistik
Die Fallzahlen entwickelten sich während der COVID-19-Pandemie in Antigua und Barbuda wie folgt:

### Infektionen

Bestätigte Infizierte in Antigua und Barbuda nach Daten der WHO. Oben kumuliert, unten Tageswerte

### Todesfälle

Bestätigte Todesfälle in Antigua und Barbuda nach Daten der WHO. Oben kumuliert, unten Tageswerte